# Hammer a. d. Uecker
Hammer a. d. Uecker település Németországban, Mecklenburg-Elő-Pomeránia tartományban. Lakosainak száma 453 fő (2023. december 31.).

## Népesség
A település népességének változása:
| Lakosok száma | 454  | 467  | 457  | 461  | 453  |
|               | 2017 | 2019 | 2021 | 2022 | 2023 |